# Allen Hurns
Allen Bernard Hurns (Miami, 12 de Novembro 1991) é um jogador aposentado de futebol americano que atuava na posição de wide receiver na National Football League. Ele jogou college football pela Universidade de Miami e foi contratado pelos Jaguars como free agent não draftado em 2014.

## Carreira

### Jacksonville Jaguars
Hurns foi contratado pelos Jaguars após não ter sido draftado em 2014. Em sua estreia na NFL, no dia 7 de setembro de 2014, contra os Eagles, recebeu 4 passes para 110 jardas e dois touchdowns. Suas duas primeiras recepções no primeiro quarto foram touchdowns, tornando Hurns o segundo recebedor da NFL a marcar touchdowns em suas duas primeiras recepções. É o primeiro novato a receber para 2 touchdowns no primeiro quarto de seu primeiro jogo. 